# Sheamus
Stephen Farrelly (Dublin, 28 de janeiro de 1978) um lutador e ator profissional irlandês. Atualmente, ele trabalha na WWE, onde atua no programa RAW sob o nome de ringue Sheamus.
Antes de ingressar na WWE, ele lutou no circuito independente europeu. Depois de se tornar parte da lista principal da WWE em 2009, ele se tornou quatro vezes campeão mundial, tendo conquistado o Campeonato Mundial dos Pesos Pesados da WWE três vezes e o Campeonato Mundial dos Pesos Pesados da WWE uma vez. Ele é o primeiro campeão mundial irlandês na história da WWE, e também é três vezes Campeão dos Estados Unidos e cinco vezes campeão de duplas (quatro no Raw e um no SmackDown) com seu parceiro de duplas Cesaro. Além desses campeonatos, ele venceu o torneio King of the Ring de 2010, o Royal Rumble de 2012 e o Money in the Bank de 2015, tornando-o o segundo lutador (depois de Edge) a alcançar todas as três conquistas.

## Início
Farrelly nasceu em Cabra, Dublin, mas foi criado em North Great George's Street, Dublin. Seu pai, Mark, foi um fisiculturista amador. Farrelly fala fluentemente irlandês, tendo frequentado a Scoil Caoimhin Primary and Secondary School, um colégio gaélico. Aos 13 anos, Farrelly cantava no coral, tendo aparecido no Christmas Late Late Show e no Live at Three. Ele jogou futebol gaélico pelo time Erin's Isle, sendo eleito Esportista do Mês. Ele também jogou rugby pela Universidade Nacional da Irlanda, onde foi diplomado.
Farrelly é um ex-técnico de TI. Ele também trabalho como segurança de clubes noturnos e segurança pessoal de Bono e Larry Mullen, Jr. da banda U2 e de Denise van Outen. Farrelly é torcedor do Liverpool FC.

## Carreira no wrestling profissional

### Treinamento e estreia (2002–2004)
Farrelly foi inspirado a se tornar um lutador profissional assistindo lutas britânicas no World of Sport e lutas americanas através da WWF. Seguindo o conselho dado a ele por Bret Hart, ele começou a treinar na escola de luta livre Monster Factory de Larry Sharpe em abril de 2002, ao lado de Tank Toland e Cliff Compton. Seis semanas depois, ele estreou oficialmente como favorito dos fãs contra Robert Pigeon sob o nome de Sheamus O'Shaunessy. Depois de acertar um oponente na virilha, ele ganhou o apelido de "Maldição Irlandesa" (uma referência a uma gíria supostamente denotando a incapacidade de um homem de realizar sexualmente depois de consumir uma quantidade excessiva de uísque). Ele logo sofreu uma séria lesão no pescoço depois de um arremesso de quadril, se ausentando por dois anos.
Farrelly logo desenvolveu seu personagem de luta livre baseando-se na mitologia celta. Querendo se afastar dos estereótipos irlandeses de amuletos da sorte, duendes e alcoolismo, ele pretendia retratar um finn, um tipo de guerreiro irlandês mítico. Tendo frequentado uma escola de língua irlandesa, ele estava ciente dos quatro ciclos da mitologia irlandesa e, inspirado pela arte de Jim Fitzpatrick, incorporou imagens de espada e machado em seu personagem. Isso incluiu o design de seu próprio pingente, os crossos, que combina a cruz celta com uma espada de guerra celta para ilustrar as "origens indígenas de seu personagem com um híbrido de força guerreira combinada com um forte centro ético".

### Circuito Independente Europeu

#### Irish Whip Wrestling (2004–2006)
Em maio de 2004, ainda sob o nome Sheamus O'Shaunessy, Farrelly passou a lutar na Irish Whip Wrestling (IWW) em Dublin. Ele estreou em 9 de junho, derrotando Mark Burns. No mês seguinte, ele ganharia uma battle royal.
O'Shaunessy passou o resto do ano em uma rivalidade com Vid Vain. Em 22 e 23 de outubro, eles trocaram vitórias, o que levou O'Shaunessy a pedir ajuda para CJ Summers. Ele enfrentou Alex Shane em uma luta pelo Frontier Wrestling Alliance (FWA) British Heavyweight Championship. Red Vinny interferiu na luta, lhe custando o título.
Em março de 2005 ele se aliou a Raven para derrotar Shane e Vinny. Sheamus não foi derrotado até 24 de março, 25, 26 – incluindo uma vitória em um Royal Rumble de 11 lutadores – e uma luta de duplas. Ele, então, participou de um torneio pelo IWW International Heavyweight Champion. Ele derrotou Darren Burridge na final, se tornando o primeiro Campeão da IWW.

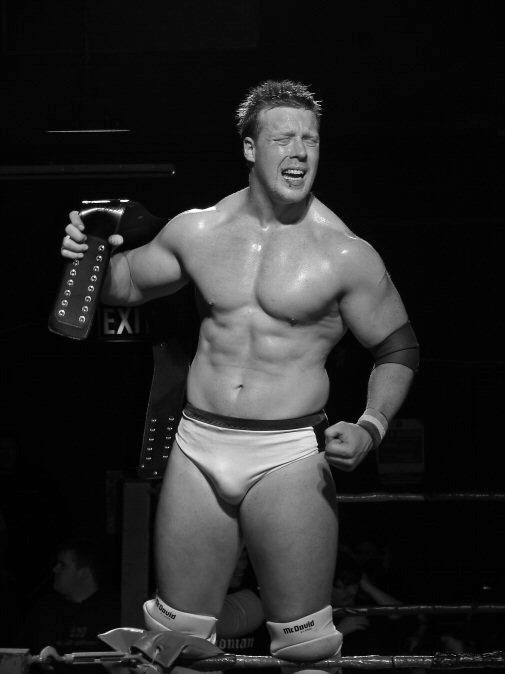
O'Shaunessy após manter o IWW International Heavyweight Championship em 14 de novembro de 2005.

A primeira defesa de título de O'Shaunessy foi contra Burridge no mês seguinte, mas Burridge continuaria a atacar O'Shaunessy, lhe custando o título em uma luta contra D'Lo Brown em 29 de maio. O'Shaunessy derrotou Burridge em julho, sendo derrotado em uma queda de braço no dia seguinte. Ele continuou a tentar reconquistar o título ao derrotar Vinny e Red Viper em agosto, derrotando Brown e reconquistando o International Heavyweight Championship em outubro.
Após defender o título contra Vampiro e Viper, O'Shaunessy começou uma rivalidade com o escocês "Thee" Drew Galloway. Os dois se enfrentaram diversas vezes, com O'Shaunessy mantendo seu título.
Com Galloway derrotado, O'Shaunessy voltou a defender seu título contra Vampiro em 17 de março. Galloway ganhou o direito por uma luta de duas quedas contra o campeão no dia seguinte, mas O'Shaunessy ganhou o combate; o resultado se repetiu no dia seguinte em uma luta considerada por O'Shaunessy sua melhor no circuito independente. O'Shaunessy passou a enfrentar o novato Pierre Marcaeu, o derrotando em diversas lutas para reter o título. O'Shaunessy voltou a defender o título contra Galloway, em uma luta Last Man Standing, com Sheamus vencendo esta e outra luta de igual estipulação em junho. Em 28 de agosto, O'Shaunessy perdeu o IwW International Heavyweight Championship para Galloway.

#### Promoções britânicas (2005—2007)
O'Shaunessy passou a lutar também no circuito independente britânico. Em abril de 2006 ele lutou na Celtic Wrestling do País de Gales, sendo derrotado por Chris Recall. Em novembro, ele foi contratado pela promoção londrina LDN Wrestling, derrotando William Hill e ganhando direito a uma luta pelo LDN Championship contra Tex Benedict, que acabou em desqualificação e which O'Shaunessy atacando Benedict após a luta.
Ele lutou também na All Star Wrestling, enfrentando Robbie Brookside, Nigel McGuinness e Doug Williams, estrelas do wrestling britânico. Ele representou o Reino Unido na Battle of the Nations com Drew McDonald e The Celtic Warrior, sendo derrotados por Chris Raaber, Michael Kovac e Robert Ray Kreuzer na Night of Gladiators da European Wrestlng Association.
Ele começou a lutar contra Galloway na British Championship Wrestling (BCW). O'Shaunessy retornou a Escócia para participar da turnê Path To Glory, derrotando Galloway na primeira noite, mas sendo derrotado na seguinte. Os dois lutaram na Real Quality Wrestling (RQW) no ano seguinte. Eles se enfrentaram no Taking On The World, que acabou sem vencedor. Eles se enfrentaram novamente em junho, com Galloway ganhando uma luta No Holds Barred.

### World Wrestling Entertainment/WWE

#### Aparições iniciais e território de desenvolvimento (2006–2009)
Em 13 de novembro de 2006, O'Shaunessy e o lutador inglês Stu Sanders apareceram no Raw da World Wrestling Entertainment (WWE) no Manchester Evening News Arena, como parte da equipe de segurança de D-Generation X, apenas para O'Shaunessy para mais tarde receber um Pedigree de Triple H. No dia seguinte, ele e Drew Galloway fizeram um combate de teste um contra o outro. Em abril de 2007, ele recebeu outro conjunto de lutas de teste em Milão e Londres contra Galloway, bem como Sanders, o talento da WWE Jimmy Wang Yang e o ex-aluno da Monster Factory, Domino. Isso levou a uma oferta e assinatura de um contrato de desenvolvimento com a WWE, momento em que ele se mudou para os Estados Unidos.

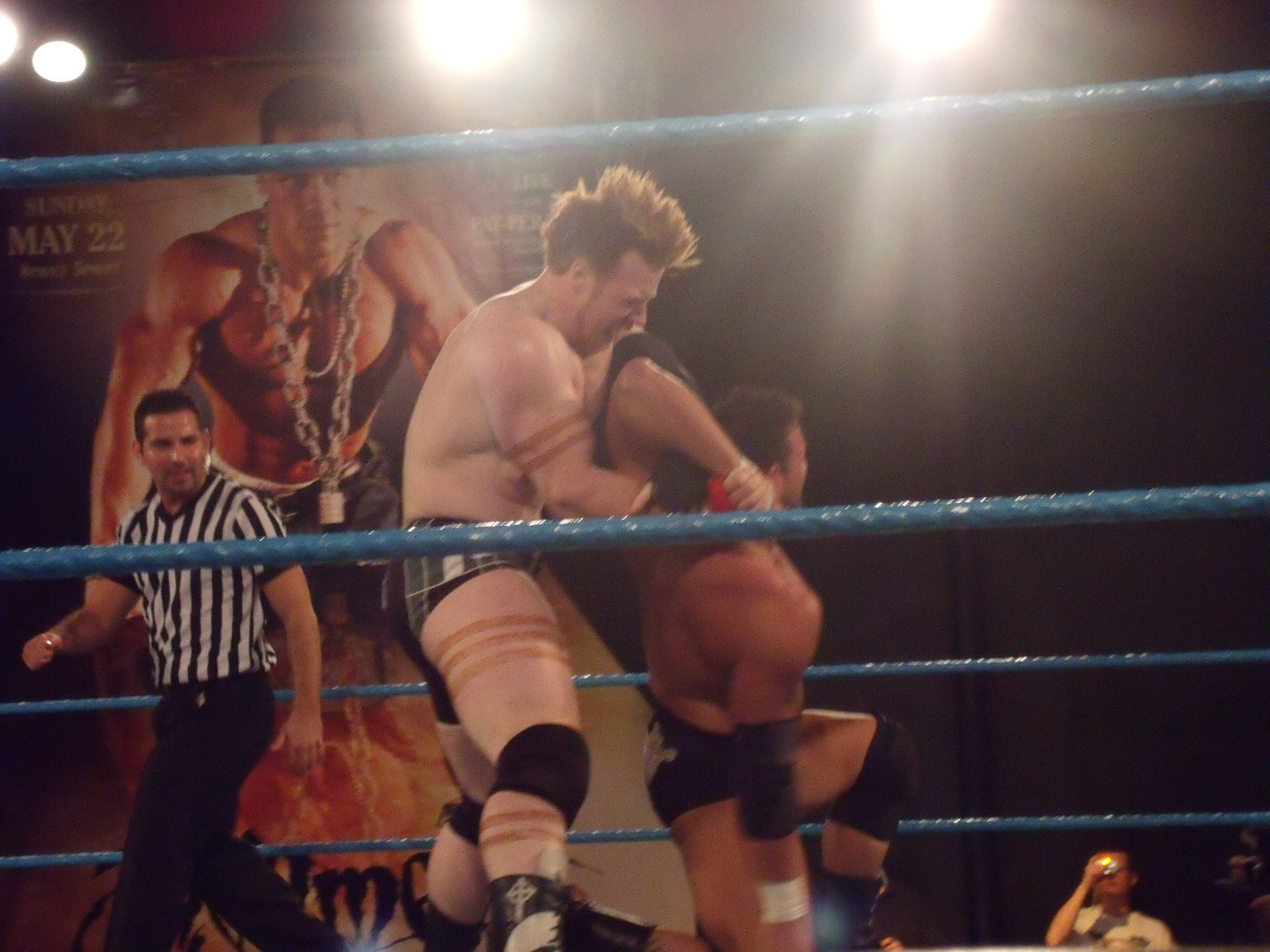
Sheamus perdeu o Florida Heavyweight Championship para Eric Escobar.

O'Shaunessy estreou no território de desenvolvimento da WWE, Florida Championship Wrestling (FCW), em 2 de outubro em uma luta de estreia com uma vitória sobre Bryan Kelly. Enquanto lutava regularmente, ele não fazia parte de nenhuma rivalidade longa, mas lutou com várias equipes de curta duração ao lado de Hade Vansen e Jake Hager antes de se juntar a Kafu (e gerenciado por Dave Taylor) no torneio para coroar o inaugurais Campeões de Duplas da Flórida FCW. Eles avançaram além da primeira rodada depois de derrotar The British Lions ("Thee Superstar" Christopher Gray e "The Rascal" Tommy Taylor), mas perderam para Brad Allen e Nick Nemeth na segunda rodada.
Em setembro, O'Shaunessy concentrou sua atenção na competição individual e lutou para chegar ao topo do card, derrotando com sucesso o ex-parceiro Hager pelo Campeonato dos Peso Pesado da Flórida. Ele defendeu o título contra Hager em 23 de outubro e enfrentou vários competidores, com Eric Escobar e Joe Hennig ganhando consistentemente na disputa. Eventualmente, em 11 de dezembro, O'Shaunessy perdeu o título para Escobar em uma luta four-way também envolvendo Hennig e Drew McIntyre (ex-Drew Galloway).
O'Shaunessy passou 2009 continuando a perseguir o ouro, ganhando duas chances em janeiro e fevereiro nos Campeões de Duplas da Flórida Johnny Curtis e Tyler Reks, mas ele e Ryback não tiveram sucesso em ambas as tentativas. Em março, ele desafiou os dois pelos títulos novamente, desta vez com McIntyre como seu parceiro, mas não conseguiu derrotá-los, nem conseguiu derrotar McIntyre pelo Campeonato dos Peso Pesado da Flórida no mês seguinte. Ele recebeu uma série de chances durante o resto do ano, mas não conseguiu ganhar mais títulos antes de ser chamado para o plantel principal da WWE, desafiando sem sucesso Justin Angel pelo Campeonato dos Peso Pesado da Flórida em novembro.
Em 22 de julho de 2008, O'Shaunessy trabalhou em uma dark match em uma gravação do SmackDown, perdendo para R-Truth. No ano seguinte, em maio, O'Shaunessy começou a aparecer nos shows do Raw, e em 8 e 9 de maio ele derrotou Jamie Noble junto com outra vitória dark match sobre Noble antes de um episódio de Raw.

#### Campeão da WWE (2009–2010)
Em 30 de junho de 2009 no episódio da ECW, Farrelly fez sua estreia inesperada como vilão sob o nome de ringue abreviado de Sheamus, derrotando rapidamente o concorrente local Oliver John. Sheamus logo entrou em uma rivalidade criticamente bem recebida com Goldust depois de derrotá-lo em 29 de julho. Depois de trocar vitórias nas semanas seguintes eles competiram em uma partida sem desqualificação em 1º de setembro que foi vencida por Sheamus. Sheamus, em seguida, começou uma rivalidade com Shelton Benjamin, onde culminou um combate em 27 de outubro, na qual Sheamus venceu.
Sua rivalidade com Benjamin terminou prematuramente quando Sheamus foi transferido para o Raw. Ele fez sua estréia no Raw derrotando Jamie Noble em 26 de outubro. Nas semanas seguintes, ele continuou a atacar Noble fazendo com que ele se aposentasse, e, em vez de competir, atacou o comentarista Jerry Lawler em 16 de novembro. Na semana seguinte, Sheamus apareceu em seu primeiro evento pay-per-view da WWE, Survivor Series, quando fez parte da equipe de The Miz em uma tradicional luta de duplas de eliminação de cinco contra cinco. Ele eliminou o colega irlandês Finlay e fez a contagem final para eliminar o capitão adversário John Morrison e sobreviver junto com The Miz e o ex-rival de longa data Drew McIntyre.

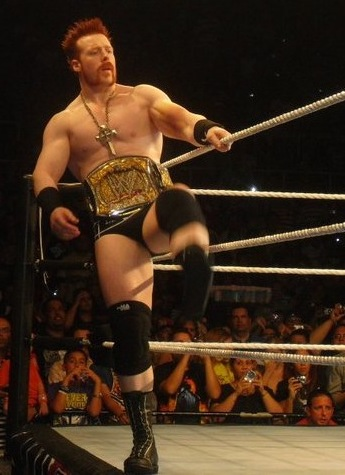
Sheamus como Campeão da WWE em um evento em 2010

Na noite seguinte no Raw, Sheamus venceu uma batalha real de luta livre para lutadores que nunca haviam vencido um campeonato mundial, para se tornar o desafiante número um ao Campeonato da WWE de John Cena. Na assinatura do contrato imediatamente depois, Sheamus colocou Cena na mesa, e o anfitrião convidado do Raw, Jesse Ventura, anunciou que seria uma luta de mesas. Em 13 de dezembro no pay-per-view TLC: Tables, Ladders and Chairs, Sheamus derrotou Cena para ganhar o Campeonato da WWE, seu primeiro título na WWE, fazendo dele o primeiro campeão da WWE nascido na Irlanda. Ele também conquistou o título principal em apenas 166 dias desde sua estréia na WWE, tornando-se o terceiro menor tempo para conquistar um título desde sua estréia na WWE/ECW. Na noite seguinte no Raw, Sheamus foi premiado com o Breakout Superstar of the Year Slammy Award de 2009. Ele faria sua primeira defesa de título no Raw final de 2009, sendo desqualificado em uma revanche contra Cena. Em 31 de janeiro de 2010 no Royal Rumble, Sheamus derrotou Randy Orton por desqualificação para manter o Campeonato da WWE, após interferência do companheiro de equipe de Orton, Cody Rhodes. Em 21 de fevereiro, Sheamus perdeu o Campeonato da WWE no Elimination Chamber pay-per-view na Elimination Chamber após ser eliminado por Triple H. Durante a luta, Sheamus sofreu uma concussão e, como resultado, não compareceu ao Raw na noite seguinte. Após seu retorno, ele atacou Triple H em vingança, estabelecendo uma luta na WrestleMania XXVI, onde Sheamus perdeu. No mês seguinte no Extreme Rules, Sheamus atacou Triple H no início do show e depois o derrotou em uma Street Fight. Depois de uma série de chutes na cabeça para vencer, ele continuou seu ataque depois que a luta terminou, resultando em Triple H fora por dez meses.
Em 20 de junho no Fatal 4-Way pay-per-view, Sheamus venceu uma luta fatal four-way, após interferência do The Nexus que lhe permitiu fazer a contagem em John Cena, ganhando o Campeonato da WWE pela segunda vez e sendo nomeado o centésimo campeão da WWE na história. Ele derrotou Cena em uma luta em uma jaula de aço para reter o título em 18 de julho no Money in the Bank pay-per-view, depois que o Nexus interferiu novamente. Ele manteve o título contra Randy Orton em 15 de agosto no SummerSlam por desqualificação. Em 19 de setembro no Night of Champions, Sheamus perdeu o Campeonato da WWE para Randy Orton em um desafio de eliminação six-pack, que também incluiu Chris Jericho, Edge, John Cena e Wade Barrett. Sheamus recebeu sua revanche pelo título em 3 de outubro no Hell in a Cell, mas foi novamente derrotado por Orton em uma luta Hell in a Cell.

#### King Sheamus e vencedor do Royal Rumble (2010–2011)
Ele se recuperou em 29 de novembro, com vitórias sobre Kofi Kingston e John Morrison para se tornar o King of the Ring de 2010. Como "King Sheamus", ele enfrentou Morrison novamente no TLC: Tables, Ladders and Chairs pay-per-view para uma futura luta pelo Campeonato da WWE, mas perdeu em uma luta de escadas. Entrando em 2011, ele continuou a perder para Morrison em uma mistura de combates individuais e de duplas. Triple H retornou em 28 de fevereiro e se vingou de sua lesão de dez meses, colocando Sheamus na mesa de anunciantes.

#### Campeão Mundial dos Pesos-Pesados (2011—2012)
Durante o Draft Suplementar de 2011, Sheamus foi transferido para o SmackDown. Mesmo levando consigo o United States Championship, Sheamus o perdeu de volta para o Raw durante o Extreme Rules, quando Kofi Kingston lhe derrotou em uma luta de mesas. No SmackDown de 3 de junho, Sheamus foi derrotado por Randy Orton em uma luta pelo World Heavyweight Championship por interferência do árbitro, Christian, se tornando um mocinho nas semanas seguintes. Ele foi colocado em uma luta contra Christian duas semanas depois, com a estipulação de, que se ele vencesse, ganharia uma luta pelo World Heavyweight Championship no WWE Capitol Punishment. Ele foi derrotado e atacado por Orton após o combate. Se tornando totalmente um mocinho, Sheamus atacou Mark Henry por seu comportamento de valentão, mas acabou sendo derrotado por Henry no SummerSlam, por contagem. Após essa derrota, Sheamus ganharia 14 lutas consecutivas. Sheamus derrotou Christian no Hell in a Cell, Vengeance, e no SmackDown. No TLC: Tables, Ladders & Chairs, Sheamus derrotou Jack Swagger. Nas semanas anteriores ao Royal Rumble, Sheamus manteve rivalidades com Wade Barrett e Jinder Mahal. Ele entrou no combate como o número 22, eliminando por último Chris Jericho para vencer o Royal Rumble. Ele decidiu desafiar pelo World Heavyweight Championship, atacando Daniel Bryan após este defender o título no Elimination Chamber. No WrestleMania XXVIII, Sheamus derrotou Bryan em 18 segundos para ganhar o World Heavyweight Championship. Ele derrotou, para manter o título, Bryan em uma 2-out-3 Falls match no Extreme Rules e Randy Orton, Jericho e Alberto Del Rio no Over the Limit. Ele defendeu o título novamente no No Way Out, contra Dolph Ziggler e no Money in the Bank e SummerSlam, contra Alberto Del Rio. Após Sheamus ter usado o Brogue Kick contra Ricardo Rodriguez, David Otunga conseguiu convencer Booker T a banir o movimento. No Night of Champions, Booker legalizou o movimento, permitindo que Sheamus derrotasse novamente Del Rio. No Hell in a Cell, Sheamus perdeu o World Heavyweight Championship para Big Show. Ele teve uma revanche pelo título no Survivor Series, vencendo por desqualificação após Big Show causar um ataque ao árbitro. Vencendo por desqualificação, Sheamus não reconquistou o título. Ele foi derrotado por Show em uma luta de cadeiras no TLC: Tables, Ladders & Chairs.

#### Campeão Mundial dos Pesos Pesados (2012–2013)

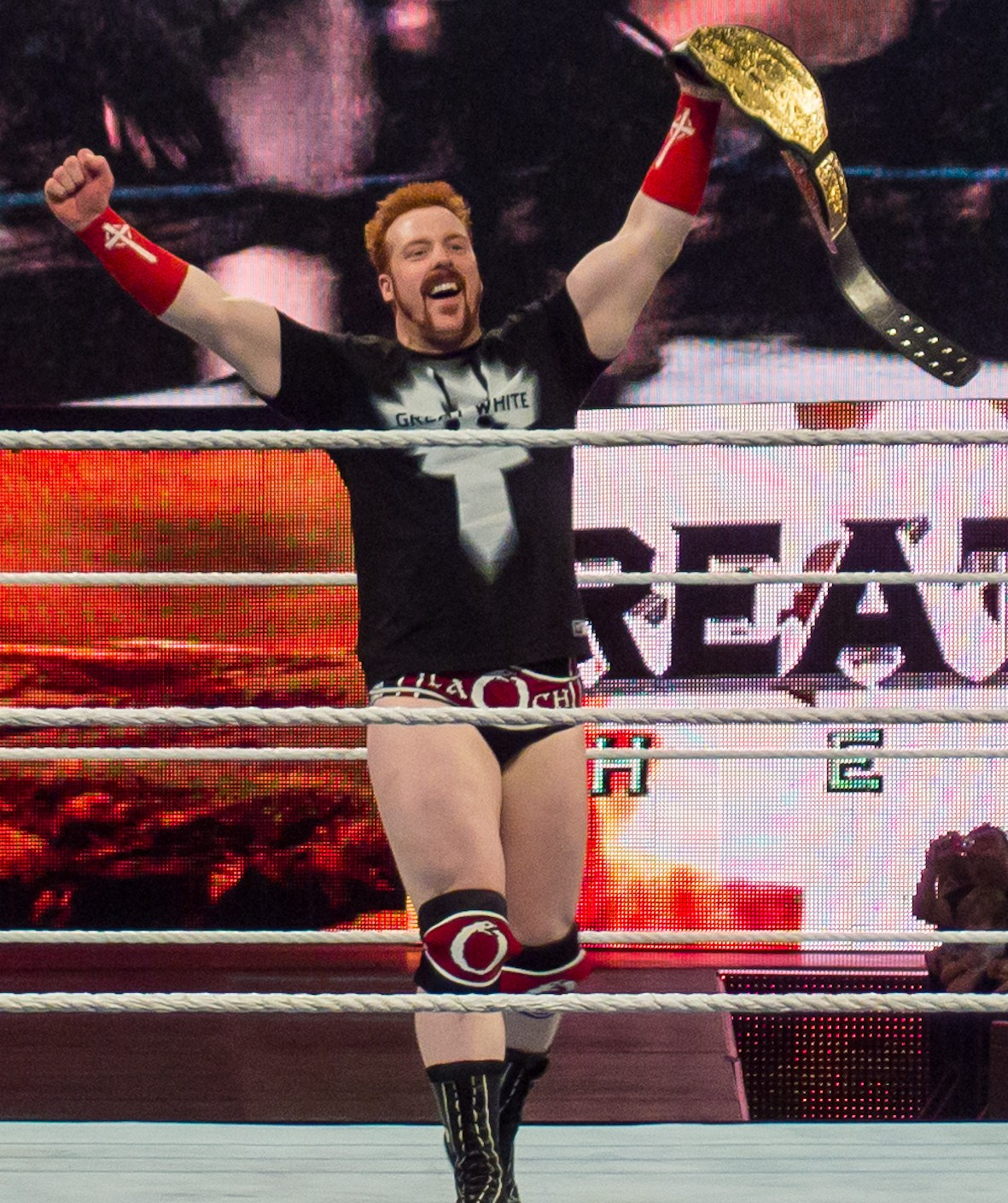
Sheamus como Campeão Mundial dos Pesos-Pesados em abril de 2012.

Em 19 de fevereiro no Elimination Chamber, Sheamus atacou o Campeão Mundial de Pesos Pesados Daniel Bryan, depois que Bryan manteve seu título, desafiando Bryan e ganhando o Campeonato Mundial de Pesos Pesados em 1 de abril no WrestleMania XXVIII, em um recorde de 18 segundos. Em 6 de abril no episódio do SmackDown, Sheamus perdeu para Alberto Del Rio em uma luta sem título por desqualificação, dando a Del Rio uma futura luta pelo título e iniciando uma rivalidade entre os dois. Em 29 de abril no Extreme Rules, Sheamus defendeu com sucesso o Campeonato Mundial de Pesos Pesados contra Bryan em uma luta de duas de três quedas. Sheamus então retornou a sua rivalidade com Del Rio que eventualmente começou a incluir Chris Jericho e Randy Orton. A rivalidade entre eles culminou em uma luta fatal-four way pelo World Heavyweight Championship em 20 de maio no Over the Limit, onde Sheamus derrotou Jericho para manter o título. Del Rio ganhou outra chance pelo título em 25 de maio no episódio do SmackDown, mas sofreu uma concussão uma semana antes de sua luta no No Way Out e foi posteriormente substituído por Dolph Ziggler; Sheamus manteve o título em sua partida. Sheamus manteve o título contra Del Rio e Ziggler nos próximos meses, inclusive no Money in the Bank, SummerSlam e Night of Champions. Em 28 de outubro no Hell in a Cell, Sheamus perdeu o World Heavyweight Championship para Big Show, encerrando seu reinado, que foi o terceiro mais longo da história do título, com 210 dias.

Sheamus aplicando sua famosa contagem irlandesa

## Carreira como ator
Farrelly interpretou Two Ton no filme The Escapist, que estrelou Joseph Fiennes e Brian Cox. Ele também participou do filme irlandês 3 Crosses, sendo também o Zumbi Celta na abertura de Assault of Darkness. Ele apareceu em diversos episódios do programa de Dustin the Turkey, o Dustin's Daily News. Ele também participou do The Podge and Rodge Show.  Foi o vilão Rocksteady, no filme As Tartarugas Ninja 2: Fora das Sombras.

## No wrestling

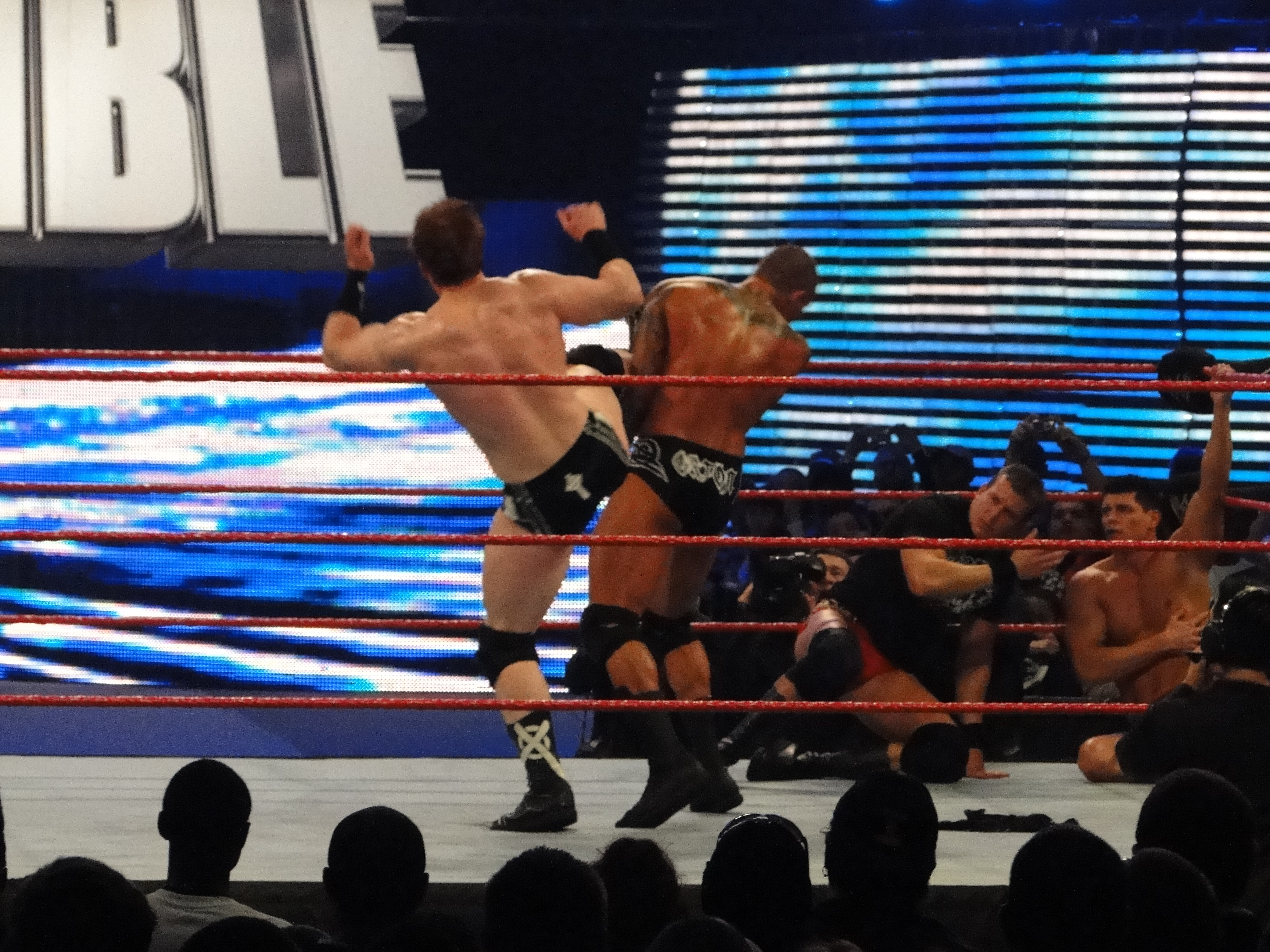
Sheamus aplicando um Brogue Kick em Randy Orton

- Movimentos de finalização
  - Como Sheamus
    - Texas Cloverleaf
    - Brogue Kick [9] (Bicycle Kick)[109][110] – 2009–presente.
    - High Cross [9] / Celtic Cross [111] / Pale Justice [111] (Crucifix powerbomb)[13][110][112][113] – 2009–2011
    - White Noise (Back to belly piledriver) - 2012 - usado como signature 2011;2013 - presente

  - Como Sheamus O'Shaunessy
    - Celtic Slam (Death Valley driver)[2]
    - FRH – Fiery Red Hand (Leg trap fall forward chokebomb – circuito independente / FCW ou chokelift side slam – FCW)[13][109]
    - Irish Curse (Low blow)[114]
- Movimentos secundários
  - Double axe handle[115]
  - Fallaway slam[116][117]
  - Frenzy (múltiplos tapas seguidos por um tapa com as costas da mão)[13] - circuito independente
  - Front powerslam[118]
  - Irish Curse [9] (Side slam backbreaker)[119] – 2009-usado como signature 2010 - a começo de 2014;usado regularmente subsequentemente
  - Inverted facelock backbreaker[120]
  - Knee lift[121]
  - Irish Riestra (várias cotoveladas ao peito do oponente)[122][123]
  - Vários knee drops na cabeça do oponente[124]
  - Short-arm clothesline[109]
  - Battering Ram (Slingshot[125] ou Top-rope shoulder block[126])
  - War Sword (Discus double axe handle)[13] - circuito independente
- Managers
  - Dave Taylor
- Alcunhas
  - "S.O.S."[2] (circuito independente)
  - "The Irish Curse"[2] (circuito independente / FCW)
  - "The Celtic Warrior"[9] (WWE)
  - "The Great White"
- Temas de entrada
  - "The Irish Curse" por Alan Doyle (circuito independente)[42]
  - "Written in My Face" por Sean Jenness e composta por Jim Johnston (WWE)[127][128] (30 de junho de 2009 - 2014)
  - "Hellfire" por CFO$ (2015-presente)

## Títulos e prêmios
- Florida Championship Wrestling

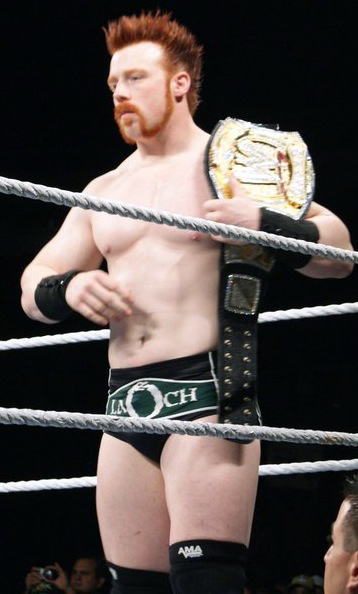
Sheamus como campeão da WWE em 2010.

  - FCW Florida Heavyweight Championship (1 vez)[1]
- Irish Whip Wrestling
  - IWW International Heavyweight Championship (2 vezes)[39]
- Pro Wrestling Illustrated
  - PWI o colocou na #10ª posição dos 500 melhores lutadores individuais em 2010[129]
- WWE
  - WWE [World Heavyweight] Championship (3 vezes)[39]
  - World Heavyweight Championship (1 vez)
  - WWE United States Championship (2 vezes)[130]
  - WWE Raw Tag Team Championship (4 vezes) – com Cesaro[131]
  - WWE SmackDown Tag Team Championship (1 vez; atual) - com Cesaro[132]
  - Royal Rumble (2012)
  - King of the Ring (2010)
  - Money in the Bank ladder match (2015)
  - Slammy Award por Revelação do Ano (2009)[133]
  - Slammy Award por Superstar/Diva que Precisa de Maquiagem (2010)[134]
  - Slammy Award por Maior Semelhança com um Muppet (2011)
  - Slammy Award por Façanha de Força do Ano (2012) - aplicar um White Noise em Big Show
- Wrestling Observer Newsletter
  - Maior Melhora (2010)[135]